# Hrabstwo Ford (Illinois)

Piramida wieku hrabstwa

Hrabstwo Ford – hrabstwo w USA, w stanie Illinois, według spisu z 2000 roku liczba ludności wynosiła 14 241. Siedzibą hrabstwa jest Paris.

## Geografia
Według spisu hrabstwo zajmuje powierzchnię 1260 km², z czego 1258 km² stanowią lądy, a 2 km² (0,11%) stanowią wody.

### Sąsiednie hrabstwa
- Hrabstwo Kankakee – północ
- Hrabstwo Iroquois – wschód
- Hrabstwo Vermilion – południowy wschód
- Hrabstwo Champaign – południe
- Hrabstwo McLean – południowy zachód

Stan Illinois na mapie USA

- Hrabstwo Livingston – zachód

## Historia
Hrabstwo Ford powstało 17 lutego 1859 i było ostatnim 102 hrabstwem utworzonym w stanie Illinois. Powodem tak późnego powstania hrabstwa było jego położenie geograficzne. Obecne tereny Fordu, były niegdyś rozległymi preriami nie zamieszkanymi nawet przez Indian z powodu braku dostępu do źródeł wody. Fakt ten powodował późne osiedlanie terenów, będących przez dłuższy czas ziemią niczyją. Swoją nazwę hrabstwo, obrało na cześć amerykańskiego polityka Thomasa Forda (1800–1850), będącego gubernatorem stanu w latach 1842–1846.

### Pierwsi osadnicy
Obecnie na terenach objętych hrabstwem znaleziono liczne ślady przebywających tu Indian. Takie relikwie w postaci kamiennych grot, strzał tomahawków, kawałków ceramiki, znaleźli  w północnym Perdueville oraz wzdłuż północnych brzegów rzeki Little Vermilion, kolekcjonerzy Tom i Nellie O'Hare. Ich znaleziska przyczyniły się jednak do stwierdzenia, iż na tych terenach nie istniały typowe osady indiańskie, lecz jedynie tymczasowe obozy Indian Pottawattomie. Nie znaleziono również na tych  terenach śladów grobów Indian aż po obszar Peoria.
 
W traktacie z Greenville z 1795, plemiona Pottawattomie informują, iż pragnął zająć tereny w pobliżu obecnego miasta Wabash w północnej i zachodniej jej części czyli na wschodnich terenach Hrabstwa Ford. W późniejszym czasie na te tereny przybyły plemiona Kickapoo i Sioux. Plemiona te wraz z Pottawattomies wybiły Indian Kaskaskias w bitwie Ground Creek. 
Tereny Ford stały się miejscem polowań żyjących teraz w pobliżu Indian Kickapoo. Biali osadnicy którzy powoli osiadali na tych terenach nie byli odwiedzani ani nękani przez Indian. Taki stan spokojnej egzystencji przyczynił się do późnego powstania hrabstwa.    

## Demografia
Według spisu z 2000 roku hrabstwo zamieszkuje 14 241 osób, które tworzą 5639 gospodarstw domowych oraz 3902 rodzin. Gęstość zaludnienia wynosi 11 osób/km². Na terenie hrabstwa jest 6060 budynków mieszkalnych o częstości występowania wynoszącej 5 budynków/km². Hrabstwo zamieszkuje 98,18% ludności białej, 0,25% ludności czarnej, 0,10% rdzennych mieszkańców Ameryki, 0,32% Azjatów, 0,40% ludności innej rasy oraz 0,75% ludności wywodzącej się z dwóch lub więcej ras, 1,24% ludności to Hiszpanie, Latynosi lub inni.
W hrabstwie znajduje się 5639 gospodarstw domowych, w których 31,70% stanowią dzieci poniżej 18 roku życia mieszkający z rodzicami, 57,80% małżeństwa mieszkające wspólnie, 8,00% stanowią samotne matki oraz 30,80% to osoby nie posiadające rodziny. 28,00% wszystkich gospodarstw domowych składa się z jednej osoby oraz 15,30% żyje samotnie i ma powyżej 65 roku życia. Średnia wielkość gospodarstwa domowego wynosi 2,45 osoby, a rodziny wynosi 2,99 osoby.
Przedział wiekowy populacji hrabstwa kształtuje się następująco: 25,80% osób poniżej 18 roku życia, 6,9% pomiędzy 18 a 24 rokiem życia, 26,40% pomiędzy 25 a 44 rokiem życia, 21,50% pomiędzy 45 a 64 rokiem życia oraz 19,40% osób powyżej 65 roku życia. Średni wiek populacji wynosi 39 lat. Na każde 100 kobiet przypada 91,90 mężczyzn. Na każde 100 kobiet powyżej 18 roku życia przypada 87,00 mężczyzn.

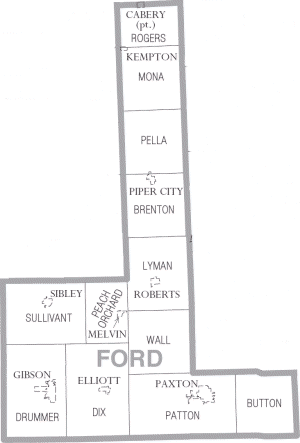
Mapa Hrabstwa Ford

Średni dochód dla gospodarstwa domowego wynosi 38 073 USD, a średni dochód dla rodziny wynosi 44 947 dolarów. Mężczyźni osiągają średni dochód w wysokości 32 085 dolarów, a kobiety 22 320 dolarów. Średni dochód na osobę w hrabstwie wynosi 18 860 dolarów. Około 5,70% rodzin oraz 7,00% ludności żyje poniżej minimum socjalnego, z tego 8,60% poniżej 18 roku życia oraz 5,90% powyżej 65 roku życia.

## Miasta
- Gibson City
- Paxton

## Wioski
- Cabery
- Elliott
- Kempton
- Melvin
- Piper City
- Roberts
- Sibley